# Hiệp hội Công nghiệp Ghi âm Nhật Bản
Hiệp hội Công nghiệp Ghi âm Nhật Bản (日本レコード協会 Nippon Rekōdo Kyōkai) hay RIAJ (Recording Industry Association of Japan) là một hiệp hội thương mại bao gồm các doanh nghiệp Nhật Bản hoạt động trong ngành công nghiệp âm nhạc được thành lập vào năm 1942. Các hoạt động của RIAJ bao gồm đẩy mạnh hiệu quả kinh doanh âm nhạc, thi hành luật bản quyền cũng như các nghiên cứu liên quan đến ngành công nghiệp âm nhạc Nhật Bản. Hàng năm, tổ chức này xuất bản RIAJ Year Book có nội dung tóm tắt các số liệu về doanh số âm nhạc trong năm vừa qua. Có trụ sở tại Minato, Tokyo, RIAJ bao gồm 20 công ty thành viên chính cũng như một số thành viên liên kết và thành viên hỗ trợ; trong đó có chi nhánh Nhật Bản của các công ty đa quốc gia có trụ sở tại nước ngoài. Tổ chức này cũng chịu trách nhiệm chứng nhận doanh số cho các bài hát và album tại Nhật Bản.

## Chứng nhận RIAJ
Năm 1989, RIAJ bắt đầu đưa vào hoạt động hệ thống chứng nhận doanh số âm nhạc của mình. Hiện nay, tất cả mọi loại hình âm nhạc bao gồm đĩa đơn, album và nhạc số đều sử dụng cùng một tiêu chuẩn.
| Chứng nhận | Chứng nhận | Chứng nhận  | Chứng nhận  | Chứng nhận | Chứng nhận  |
| Vàng       | Bạch kim   | 2× Bạch kim | 3× Bạch kim | 1 triệu    | Nhiều triệu |
| ---------- | ---------- | ----------- | ----------- | ---------- | ----------- |
| 100.000    | 250.000    | 500.000     | 750.000     | 1.000.000  | 2.000.000+  |

### Tiêu chuẩn cũ (đến tháng 6 năm 2003)
| Định dạng | Loại hình  | Chứng nhận | Chứng nhận | Chứng nhận |
| Định dạng | Loại hình  | Vàng       | Bạch kim   | 1 triệu    |
| --------- | ---------- | ---------- | ---------- | ---------- |
| Album     | Trong nước | 200.000    | 400.000    | 1.000.000  |
| Album     | Quốc tế    | 100.000    | 200.000    | 1.000.000  |
| Đĩa đơn   | Trong nước | 200.000    | 400.000    | 1.000.000  |
| Đĩa đơn   | Quốc tế    | 50.000     | 100.000    | 1.000.000  |

### Chứng nhận nhạc số
Việc chứng nhận dành cho các bài hát và album được phát hành trực tuyến bắt đầu được thực hiện từ ngày 20 tháng 9 năm 2006 và sử dụng các dữ liệu được tổng hợp từ đầu thập niên 2000. Từ năm 2006 đến năm 2013, có ba hạng mục chứng nhận: Chaku-uta (着うた（R） "Nhạc chuông"), Chaku-uta Full (着うたフル（R） "Tải về trên điện thoại di động") và PC Haishin (PC配信 "Tải về trên máy tính cá nhân"). Ngày 28 tháng 2 năm 2014, hai hạng mục Chaku-uta Full và PC Haishin được hợp nhất thành hạng mục Single Track (シングルトラック). Cho đến nay mới chỉ có duy nhất một album nhạc số được RIAJ chứng nhận, đó là album từ thiện Songs for Japan (2011).
| Loại          | Điều kiện | Điều kiện | Điều kiện   | Điều kiện   | Điều kiện | Điều kiện |
| Loại          | Vàng      | Bạch kim  | 2x Bạch kim | 3x Bạch kim | Triệu     |           |
| ------------- | --------- | --------- | ----------- | ----------- | --------- | --------- |
| Chaku-uta (R) |           |           | 500,000     | 750,000     | 1,000,000 |           |
| Single Track  | 100,000   | 250,000   | 500,000     | 750,000     | 1,000,000 |           |
| Album         | 100,000   | 250,000   | 500,000     | 750,000     | 1,000,000 |           |

## Thành viên
| - Avex Group¹ - Avex Entertainment (thành viên hỗ trợ) - Being Inc. - Dreamusic Incorporated - For Life Music - Geneon Universal Entertainment¹ - King Records¹ - Bellwood Records (thành viên hỗ trợ) - King Records International (thành viên hỗ trợ) - Nippon Columbia - Nippon Crown¹ - Pony Canyon¹ - Exit Tunes (thành viên liên kết) - Sony Music Entertainment Japan¹ - Ariola Japan (thành viên hỗ trợ) - DefStar Records (thành viên hỗ trợ) - Epic Records Japan (thành viên hỗ trợ) - Ki/oon Records (thành viên hỗ trợ) - SME Records (thành viên hỗ trợ) - Sony Music Artists (thành viên hỗ trợ) - Sony Music Associated Records (thành viên hỗ trợ) - Sony Music Direct (thành viên hỗ trợ) - Sony Music Distribution (thành viên hỗ trợ) - Sony Music Japan International (thành viên hỗ trợ) - Sony Music Records (thành viên hỗ trợ) - Tokuma Japan Communications¹ - Universal Music Group¹ - EMI Music Japan¹ - VAP Inc.¹ - Victor Entertainment¹ - Teichiku Records¹ - Warner Music Group¹ - Yamaha Music Communications - Yoshimoto R&C | - Amuse Soft Entertainment - HATS Unlimited - Johnny and Associates - J Storm - Johnny's Entertainment - Konami Digital Entertainment - Bandai Visual - Lantis - LD&K Records - Naxos Records - Pryaid Records¹ - Space Shower Networks - Spiritual Beast - Venus Records - Village Again Association - Aniplex (chi nhánh của Sony Music Entertainment Japan) - Crown-Tokuma Music (liên doanh giữa Nippon Crown và Tokuma Japan Communications) - Free Board - Holiday Japan - Jei One - NPPDevelop - T-Toc Records - TV Asahi Music - Ward Records |

¹ Thành viên của Liên đoàn Công nghiệp Ghi âm Quốc tế.